# Рональд Грем
Рональд (Рон) Льюїс Грем (англ. Ronald Lewis Graham, народився 31 жовтня 1935 — 6 липня 2020) — американський математик, визнаний Американським математичним товариством, як «один з головних архітекторів швидкого розвитку в усьому світі дискретної математики в останні роки». Він проробив важливу роботу в теорії розкладів, обчислювальної геометрії, теорії Рамсея, і квазівипадковості.
Зараз він головний науковий співробітник Каліфорнійського інституту телекомунікацій та інформаційних технологій (також відомий як Cal-(IT)2) і Ірвін і Джоан Джейкобс, професор в галузі комп'ютерних наук та інженерії в Університеті Каліфорнії, Сан-Дієго (UCSD).

## Біографія
Грем народився у Тафті, Каліфорнія. У 1962 році він здобув ступінь доктора філософії в математиці з Університету Каліфорнії, Берклі.
В його праці 1977 року розглядається проблема в теорії Рамсея і дала «велику кількість» варіантів для її вирішення. Відтоді це число стало відоме як найбільш використовуване для математичного доказу (було занесене у Книгу рекордів Гіннесса), і в наш час відоме як число Грема, хоча з того часу був перевершений ще більшим числом, наприклад, TREE (Kruskal's tree theorem).
Грем популяризував поняття числа Ердеша, названого на честь дуже працьовитого угорського математика Пола Ердеша (1913–1996). Число Ердеша — мінімальна кількість спільно написаних публікацій.
Число Ердеша Грема −1. Він був співавтором майже 30 документів з Ердешом, а також був його хорошим другом. Ердеш часто залишався з Гремом і дозволяв йому розпоряджатися своїми математичними роботами й навіть своїми коштами. Грем та Ердеша відвідали молодого математика Джона Фолькмана, коли він був госпіталізований з раком мозку.

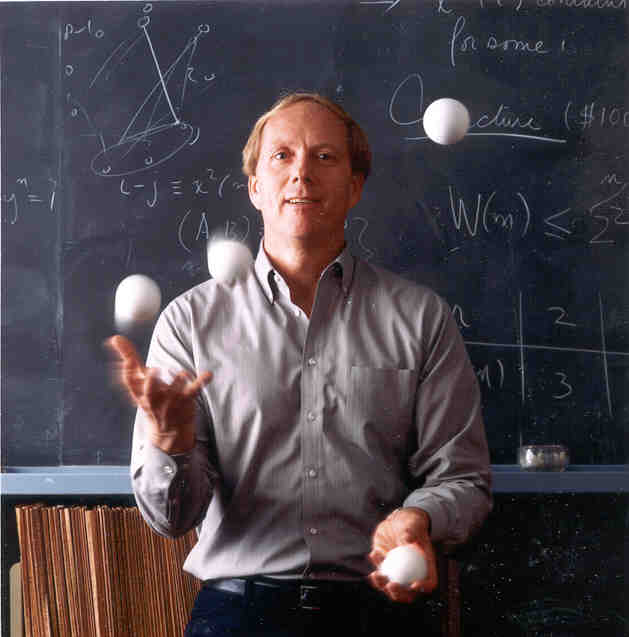
Рональд Грем жонглює чотирма м'ячами (1986)

Між 1993 і 1994 Грем був президентом Американського математичного товариства. Грем був також показаний у «Ripley's Believe It or Not» (культурний проєкт) як «один з провідних математиків у світі», а також як «висококваліфікований жонглер», колишній президент Міжнародної асоціації жонглерів.

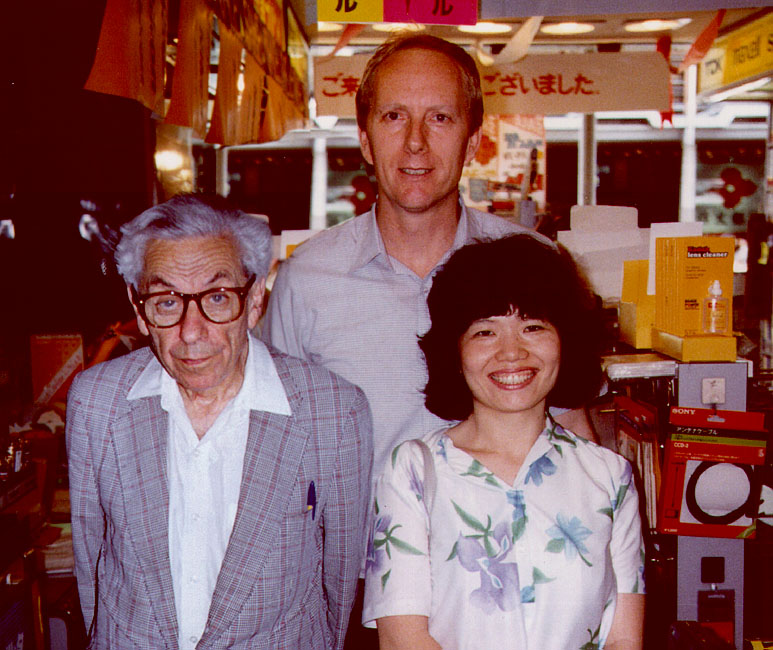
Рональд Льюїс Грем, його дружина Fan Chung, та Paul Erdős, Японія 1986

Він опублікував близько 320 статей і п'ять книг, в тому числі «Concrete Mathematics» з Дональдом Кнутом і Ореном Паташніком
Він одружений з Fan Chung Грем (відома, як Fan Chung), яка є професором Akamai з Інтернет-математики в Університеті Каліфорнії, Сан-Дієго. Він має чотирьох дітей: дочки Че, Лаура і Крісті, і син Марк від попереднього шлюбу. 

## Нагороди та почесні звання
У 2003 році Грем виграв щорічну «Steele Prize»  Американського математичного товариства за видатні досягнення. Премія була присуджена 16 січня того ж року, на спільних нарадах математики в Балтіморі, штат Меріленд. У 1999 році він став членом Наукової асоціації з обчислювальної техніки. Грем отримав безліч інших призів протягом багатьох років; він був одним із лауреатів престижної Pólya Prize у перший рік вручення, і серед перших, хто виграв медаль Ейлера. Математична асоціація Америки також присудила  йому премію та Лестеру Р. Форду  «… вручену в 1964 році, щоб визнати авторів статей із досконалою ясністю матеріалів, опублікованих у „The American Mathematical Monthly“…», приз Карла Аллендорфера, який був вручений у 1976 році з тих же причин, однак, для іншого журналу, «Mathematics Magazine».
У 2012 році він став членом Американського математичного товариства.

## Роботи
- with Paul Erdős: Old and new results in combinatorial number theory. L'Enseignement Mathématique, 1980
- with Fan Chung: Erdős on Graphs. His legacy of unsolved problems. A. K. Peters, 1998
- with Jaroslav Nesetril (ed.): The mathematics of Paul Erdős. 2 vols. Springer, 1997
- Rudiments of Ramsey Theory. American Mathematical Society, 1981
- with Donald E. Knuth & Oren Patashnik: Concrete Mathematics: a foundation for computer science. Addison-Wesley, 1989; 1994
- with Joel H. Spencer & Bruce L. Rothschild: Ramsey Theory. Wiley, 1980;[14] 1990
- with Martin Grötschel & László Lovász (ed.): Handbook of Combinatorics. MIT Press, 1995
- with Persi Diaconis: Magical Mathematics: the mathematical ideas that animate great magic tricks. Princeton University Press, 2011 (won the Euler Book Prize)